# Luxembourg au Concours Eurovision de la chanson 1985
Le Luxembourg a participé au Concours Eurovision de la chanson 1985, le 4 mai à Göteborg. C'est la 29e participation luxembourgeoise au Concours Eurovision de la chanson.
Le pays est représenté par un groupe composé de Margo, Franck Olivier, Diane Solomon, Ireen Sheer, Chris et Malcolm Roberts et la chanson Children, Kinder, Enfants, sélectionnés en interne par RTL Télévision.

## Sélection interne
Le radiodiffuseur luxembourgeois, RTL Télévision, choisit l'artiste et la chanson en interne pour représenter le Luxembourg au Concours Eurovision de la chanson 1985.
| Artiste                                                                    | Chanson                   | Langue   |
| -------------------------------------------------------------------------- | ------------------------- | -------- |
| Margo, Franck Olivier, Diane Solomon, Ireen Sheer, Chris & Malcolm Roberts | Children, Kinder, Enfants | Français |

Lors de cette sélection, c'est la chanson Children, Kinder, Enfants, interprétée par Margo, Franck Olivier, Diane Solomon, Ireen Sheer, Chris et Malcolm Roberts, qui fut choisie. 
Le chef d'orchestre sélectionné pour le Luxembourg à l'Eurovision est Norbert Daum.

## À l'Eurovision

### Points attribués par le Luxembourg
| 12 points | Italie      |
| 10 points | Allemagne   |
| 8 points  | Royaume-Uni |
| 7 points  | Norvège     |
| 6 points  | Israël      |
| 5 points  | Suède       |
| 4 points  | Autriche    |
| 3 points  | France      |
| 2 points  | Suisse      |
| 1 point   | Espagne     |

### Points attribués au Luxembourg
| 12 points | 10 points          | 8 points    | 7 points   | 6 points |
| --------- | ------------------ | ----------- | ---------- | -------- |
|           | - Portugal         | - Autriche  |            |          |
| 5 points  | 4 points           | 3 points    | 2 points   | 1 point  |
| - Israël  | - France - Norvège | - Allemagne | - Danemark | - Italie |

Margo, Franck Olivier, Diane Solomon, Ireen Sheer, Chris et Malcolm Roberts interprètent Children, Kinder, Enfants en dix-huitième position lors de la soirée du concours, suivant l'Autriche et précédant la Grèce.
Au terme du vote final, le Luxembourg termine 13e sur les 19 pays participants, ayant reçu 37 points,. Le Luxembourg attribue ses douze points à l'Italie.